# Serghei Gheorghiev
Serghei Gheorghiev est un footballeur international moldave né le 20 octobre 1991 et évoluant actuellement au poste de milieu de terrain au FK Boukhara.

## Carrière

### En club
Serghei Gheorghiev commence sa carrière lors de la saison 2008-2009 avec le FC Sheriff Tiraspol avec lequel il sera sacré champion de Moldavie à quatre reprises. 
En juin 2013, il signe au FC Tiraspol. Il est prêté au FC Dinamo-Auto Tiraspol en août 2013. En 2014, Gheorghiev s'engage avec le FC Sheriff Tiraspol.
En mars 2015, il quitte le championnat moldave et signe en faveur du Navbahor Namangan, club évoluant dans le championnat d'Ouzbékistan. En juillet 2015, il s'engage avec le FK Boukhara.

### Sélection nationale
Gheorghiev est international moldave depuis le 9 février 2011 et un match amical contre Andorre. Il compte dix-sept sélections avec l'équipe nationale moldave.

## Palmarès
- Champion de Moldavie en 2009, 2010, 2012 et 2013 avec le FC Sheriff Tiraspol.
- Vainqueur de la Coupe de Moldavie en 2010 avec le FC Sheriff Tiraspol.